# أربوريو
أربوريو هي بلدية في مقاطعة فرشيلي التابعة لإقليم بييمونتي الإيطالية، تقع على بعد حوالي 70 كيلومتر (43 ميل) إلى الشمال الشرقي من مدينة تورينو وحوالي 20 كيلومتر (12 ميل) إلى الشمال من فيرتشيلي. في 31 كانون الأول / ديسمبر 2004 كان عدد سكانها 1,035 نسمة، وتبلغ مساحتها 23.2 كيلومتر مربع (9.0 ميل2).
تقع أربوريو على حدود البلديات التالية: جيسلارنغو، جريجيو، لانديونا، ريسيتو، روفاسيندا، سان جياكومو فيرسيلسي، سيلافينجو، فيكولونجو، فيلاربويت.

## السكان
في سنة 1861 بلغ عدد السكان 1٬279 نسمة، وتطور العدد ليصل في سنة 2011 لـ 909 نسمة.
يظهر هذا المخطط البياني تطور النمو السكاني لـ أربوريو